# Johan Hjort (biolog)
Johan Hjort, född 18 februari 1869, död 7 oktober 1948, var en norsk fiskeribiolog, son till oftalmologen Johan Hjort, far till juristen Johan Bernhard Hjort.
Hjort blev 1892 filosofie doktor 1897 chef för biologiska stationen i Drøbak, 1900 medlem av norska fiskeristyrelsen och direktör för dess vetenskapliga avdelning. Då styrelsen upplöstes 1906, blev han fiskeidirektör, en befattning han lämnade 1917. År 1921 blev han professor i marin biologi i Oslo. Hjort har särskilt intresserat sig för de allmänna problemen inom fiskeribiologin och ledde tillsammans med John Murray 1910 en expedition med det norska fiskeriundersökningsfartyget Michael Sars för utforskande av de hydrografiska och biologiska förhållandena i norra Atlanten, varifrån han utgav en populär beskrivning, Atlanterhavet (1912). Som filosofisk författare har Hjort framträtt med arbetena The unity of science (1920) och Keiserens nye klær (1930), det senare en energisk uppgörelse med de modernaste teorierna inom naturvetenskapen.